# Marco di Carli
Marco di Carli (ur. 12 kwietnia 1985 w Löningen) – niemiecki pływak, specjalizujący się w stylu dowolnym oraz w grzbietowym. 
Srebrny medalista mistrzostw Europy w sztafecie 4 x 100 m stylem zmiennym. 
Uczestnik igrzysk olimpijskich w Atenach (2004) na dystansie 100 m stylem grzbietowym (8. miejsce w finale), a także igrzysk w Londynie (2012) na 100 m stylem dowolnym (18. miejsce) oraz w sztafetach 4 x 100 m stylem dowolnym (6. miejsce) i zmiennym (6. miejsce).